# Wayne Gretzky Trophy
Die Wayne Gretzky Trophy ist eine Trophäe der Ontario Hockey League (OHL) für das Team, das sich über die Play-offs als Sieger der Western Conference für das Finale um den J. Ross Robertson Cup qualifiziert. Zur Saison 1998/99, in der die beiden neuen Conferences eingeführt wurden, wurde die Trophäe in der OHL erstmals vergeben. Namensgeber ist Wayne Gretzky.

## Gewinner

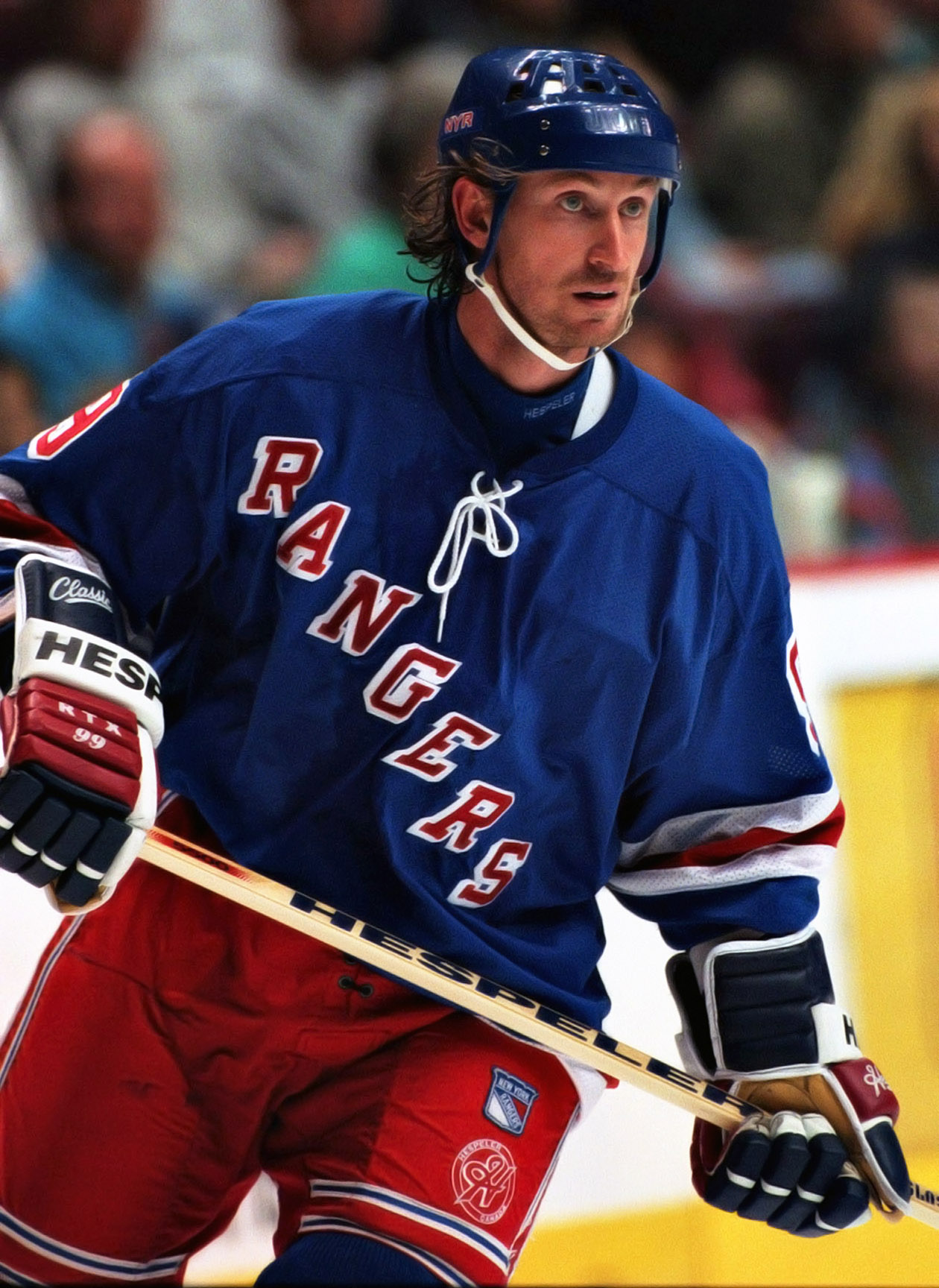
Wayne Gretzky, Namensgeber der Auszeichnung

| Saison  | Team                        |
| ------- | --------------------------- |
| 2024/25 | London Knights              |
| 2023/24 | London Knights              |
| 2022/23 | London Knights              |
| 2021/22 | Windsor Spitfires           |
| 2020/21 | nicht vergeben              |
| 2019/20 | nicht vergeben              |
| 2018/19 | Guelph Storm                |
| 2017/18 | Sault Ste. Marie Greyhounds |
| 2016/17 | Erie Otters                 |
| 2015/16 | London Knights              |
| 2014/15 | Erie Otters                 |
| 2013/14 | Guelph Storm                |
| 2012/13 | London Knights              |
| 2011/12 | London Knights              |
| 2010/11 | Owen Sound Attack           |
| 2009/10 | Windsor Spitfires           |
| 2008/09 | Windsor Spitfires           |
| 2007/08 | Kitchener Rangers           |
| 2006/07 | Plymouth Whalers            |
| 2005/06 | London Knights              |
| 2004/05 | London Knights              |
| 2003/04 | Guelph Storm                |
| 2002/03 | Kitchener Rangers           |
| 2001/02 | Erie Otters                 |
| 2000/01 | Plymouth Whalers            |
| 1999/00 | Plymouth Whalers            |
| 1998/99 | London Knights              |

## Quelle
- Ontario Hockey League Media Information Guide 2010–2011, S. 127